# Myši Natálie Mooshabrové
Myši Natálie Mooshabrové je sociální román Ladislava Fukse s prvky antiutopie, hororového příběhu, grotesky i fantastické pohádky. Pod povrchem hlavního, celkem obyčejného příběhu chudé stařeny lze vycítit krušnou atmosféru strachu a příběh je tak brilantní ukázkou života jedinců v odosobněném, totalitním státě. Na rozdíl od Orwellova 1984 jde v tomto případě o totalitu spíše tušenou a zastíranou. Román byl poprvé vydán v r. 1970.

## Příběh
Román se odehrává v blíže neurčené budoucnosti v období hvězdoletů, leč v bídném pavlačovém domě neurčeného města. Hlavní hrdinkou je chudá, zdánlivě podivínská stařena, Natálie Mooshabrová, která přežívá v ubohém bytě činžovního domu v dialozích s domovnicí a líčením pastí na myši. Jejím zaměstnáním je údržba několika hrobů, o něž se už nikdo nestará. Kromě toho pracuje v Péči o matku a dítě, což je ústav, zabývající se kontrolou zanedbaných dětí, případně jejich odebráním od rodičů a svěřením do náhradní výchovy. Tuto práci ovšem paní Mooshabrová vykonává zdarma, obdobně jako její zaměstnavatelé a kolegové, kteří jsou členy pětitisícového sboru a připravují uvedení velkého rekviem.
Paní Mooshabrová má potíže se svými dospělými dětmi, jimiž jsou krutý kriminálník a hromotluk Wezr, jeho sestra, prostitutka Nabule, a jejich kumpán s přezdívkou Černý pes. Ti matku neustále trýzní rozličnými způsoby: z Nabuliny svatby ji vyženou, při návštěvě si u ní ukryjí balíky z loupeže na nádraží, při jejím příchodu na hřbitov nainstalují náhrobní desku s jejím jménem a siluetou myši. V den, kdy paní Mooshabrová nastoupila jako zmocněnkyně Péče k Oberonu Felsachovi, synovi místního průmyslníka, a přinesla z domova upečené koláče, dojde ke státnímu převratu a senzačnímu odhalení. Ministerský předseda je zajat. Wezr a Nabule nejsou skutečnými dětmi paní Mooshabrové, ale osvojené děti zemřelého kočího Mosshabra. Paní Mooshabrová převzala jeho jméno až na společném útěku z knížecího zámku, ale nikdy s ním oddána nebyla. Je to ve skutečnosti kněžna – vdova Augusta Tálská, panovnice země, jež se ukryla před nastoupivším předsedou vlády Albínem Rappelschlundem, když nastolil totalitní diktaturu a pátral po ní, aby se jí mohl zbavit. Příběh končí příchodem představitelů nové vlády k Felsachům, přišli povolat kněžnu alias paní Mooshabrovou zpět na trůn. Ta si však připravila koláč s jedem na myši, snědla jej a se slovy "Byl to osud" podlehla otravě.
Jako v jiných Fuksových románech se i zde objevují prvky grotesknosti a černého humoru, smíšené s pochmurným, až hororovým příběhem. Také styl vyprávění je pro Fukse typický – příběh je vyprávěn zvolna, s tendencí k opakování identických situací a preciznímu detailnímu popisu banálních situací.

## Dramatizace
Četbu na pokračování z románu roku 2006 pro Český rozhlas připravil Miroslav Stuchl a natočil režisér Aleš Vrzák, četl Jiří Ornest.

## Zajímavosti
Ladislav Fuks se jistou dobu obával, že trpí schizofrenií, a proto začal navštěvovat přednášky psychiatra prof. Vladimíra Vondráčka (autora pozoruhodné knihy Fantastické a magické z hlediska psychiatrie) a z úcty mu daroval jeden výtisk svých Myší. Profesor si knihu přečetl a Fuksovi za ni poděkoval, přičemž řekl: „A kdybyste měl, pane doktore, nějaké potíže, s důvěrou se na mě obraťte...“